# USB 3.0
USB 3.0 es la tercera versión importante de la Universal Serial Bus (USB) estándar para la conectividad informática.
USB 3.0 tiene una velocidad teórica de transmisión de hasta 4,8 Gbit/s o 600MB/s (SuperSpeed USB SS), que es diez veces más rápido que USB 2.0 (480 Mbit/s o 60 MB/s). USB 3.0 reduce significativamente el tiempo requerido para la transmisión de datos, reduce el consumo de energía y es compatible con USB 2.0. El Grupo Promotor de USB 3.0 anunció el 17 de noviembre de 2008, que las especificaciones de la versión 3.0 se habían terminado e hicieron la transición al Foro de implementadores de USB (USB-IF), la entidad gestora de las especificaciones de USB. Este movimiento abre efectivamente la especificación para los desarrolladores de hardware para su aplicación en futuros productos.

## Sistemas operativos
El primer sistema operativo que soportó esta interfaz de conexión fue Linux, a partir de la versión del kernel 2.6.31, lanzada en septiembre de 2009. Más tarde fue implementado por Windows 7, Windows 8, Windows 10 y MacOS......

## USB 3.1 y USB 3.2
En enero de 2008 el grupo USB anunció planes para actualizar la velocidad de USB 3.0 a 10 Gbit/s (1250 MB/s). El grupo terminó creando una nueva especificación, llamada USB 3.1, la cual fue publicada el 31 de julio de 2013. Así el estándar USB 3.0 anterior cambió de nombre y pasó a llamarse USB 3.1 Gen 1 mientras que el nuevo estándar con el doble de velocidad de transferencia de datos pasó a llamarse USB 3.1 Gen2.
El 25 de julio de 2017, una conferencia de prensa del grupo promotor de USB 3.0 informó de una actualización pendiente para la especificación Tipo-C, aumentando el ancho de banda al doble en estos cables. El 22 de septiembre de 2017 donde los cables Tipo-C con certificación USB 3.1 Gen 1 (SuperSpeed) podrían operar a 10 Gbit/s (desde 5 Gbit/s), y los cables Tipo-C con certificación USB 3.1 Gen 2 podrían operar a 20 Gbit/s (desde 10 Gbit/s). Este incremento en el ancho de banda es el resultado de operaciones multi carril sobre los mismos alambres de los conectores Tipo-C.
| Estándar en 2008 | Estándar en 2013 | Estándar en 2017 | Ancho de banda | Ancho de banda | Carril Doble | Codificación |
| Estándar en 2008 | Estándar en 2013 | Estándar en 2017 | Gbit/s         | MB/s           | Carril Doble | Codificación |
| ---------------- | ---------------- | ---------------- | -------------- | -------------- | ------------ | ------------ |
| USB 3.0          | USB 3.1 Gen1     | USB 3.2 Gen1     | 5              | 625            | No           | 8b/10b       |
|                  | USB 3.1 Gen2     | USB 3.2 Gen2     | 10             | 1250           | No           | 128b/132b    |
|                  |                  | USB 3.2 Gen2x2   | 20             | 2500           | Sí           | 128b/132b    |

Por motivos de marketing a una misma tecnología que hasta 2013 se conoció como USB 3.0 desde 2017 se le conoce como USB 3.2 Gen 1.

## Conectores

### Standard-A
Una entrada USB 3.0 Standard-A acepta conectores de USB 3.0 Standard-A y USB 2.0 Standard-A. También es posible conectar USB 3.0 Standard-A a un puerto USB 2.0 Standard-A. El Standard-A se usa para conectar a un ordenador.
Este conector tiene la misma configuración física que su predecesor pero tiene 5 pines más. Los pines VBUS, D-, D+, y GND son los necesarios para la comunicación en USB 2.0. Los pines adicionales de USB 3.0 son dos pares diferenciales y una tierra (GND_DRAIN). Estos dos pares diferenciales son para transferencia de datos SuperSpeed; se usan para señalización SuperSpeed dual simplex. El pin GND_DRAIN sirve para controlar EMI y mantener la integridad en la señal.
Como pueden coexistir los puertos USB 2.0 y USB 3.0 en un mismo ordenador y las entradas son iguales, estos últimos se suelen diferenciar porque tienen una franja azul (Pantone 300C).

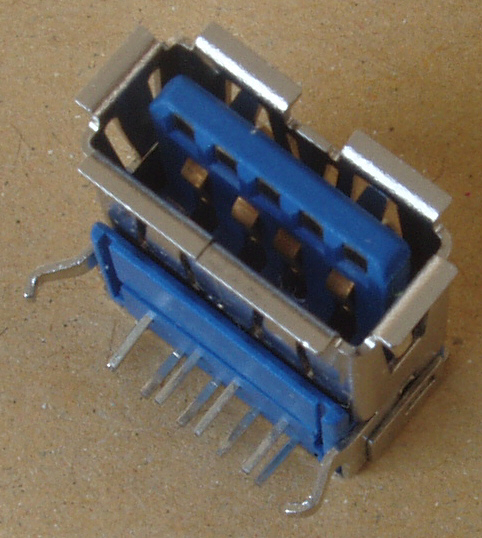
Interfaz USB 3.0 Standard-A en azul (Pantone 300C)

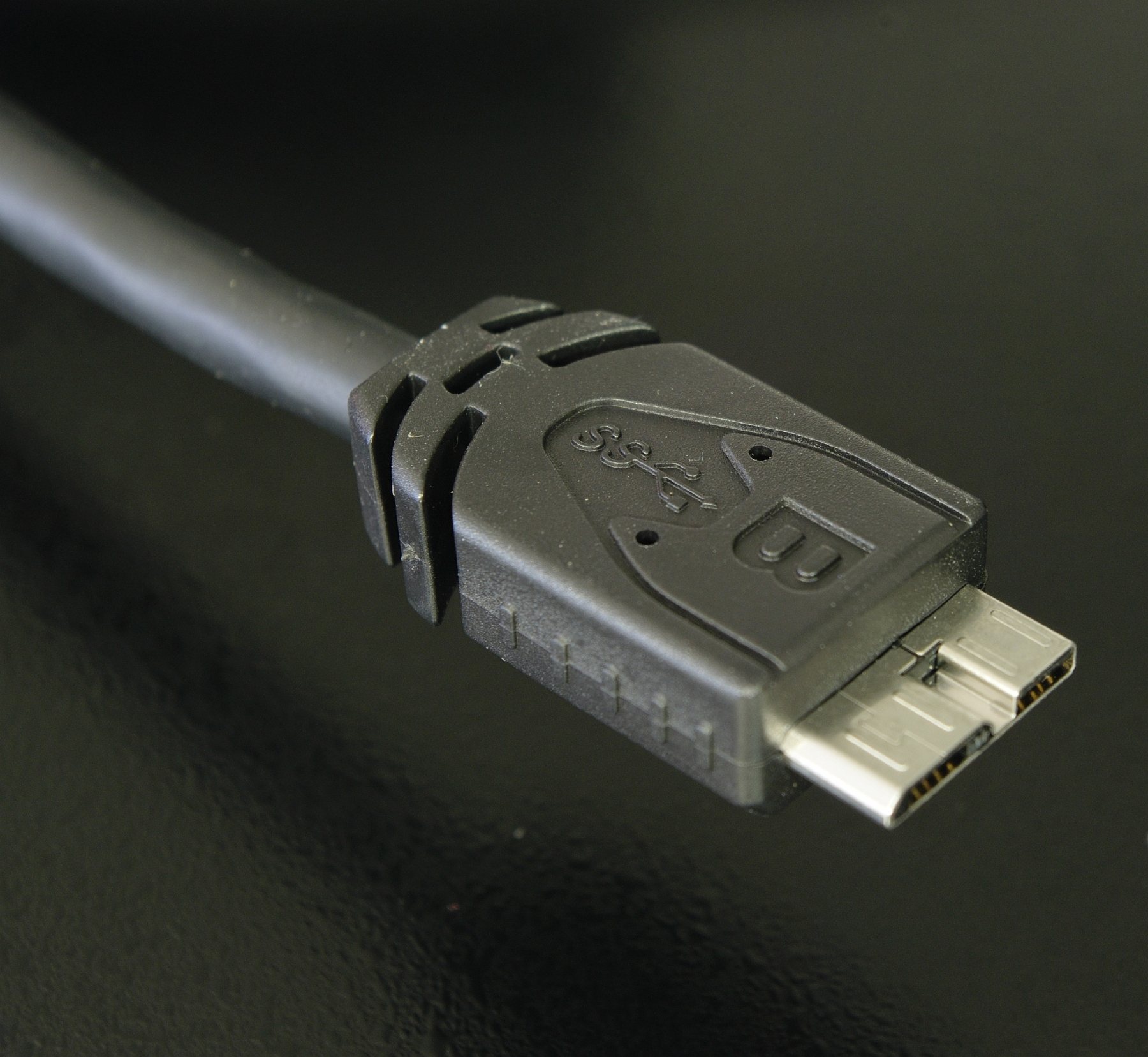
Conector USB 3.0 Micro-B

| Pin   | Color    | Señal (conector 'A') | Señal (conector 'B') |
| ----- | -------- | -------------------- | -------------------- |
| 1     | Rojo     | VBUS                 | VBUS                 |
| 2     | Blanco   | D−                   | D−                   |
| 3     | Verde    | D+                   | D+                   |
| 4     | Negro    | GND                  | GND                  |
| 5     | Azul     | StdA_SSRX−           | StdB_SSTX−           |
| 6     | Amarillo | StdA_SSRX+           | StdB_SSTX+           |
| 7     | Shield   | GND_DRAIN            | GND_DRAIN            |
| 8     | Morado   | StdA_SSTX−           | StdB_SSRX−           |
| 9     | Naranja  | StdA_SSTX+           | StdB_SSRX+           |
| Shell | Shell    | Shield               | Shield               |

| Pin   | Señal      | Descripción                               |
| ----- | ---------- | ----------------------------------------- |
| 1     | VBUS       | POWER                                     |
| 2     | D-         | Pares diferenciales de USB 2.0            |
| 3     | D+         | Pares diferenciales de USB 2.0            |
| 4     | GND        | Tierra para el retorno de potencia        |
| 5     | StdB_SSTX- | Par diferencial emisor SuperSpeed         |
| 6     | StdB_SSTX+ | Par diferencial emisor SuperSpeed         |
| 7     | GND_DRAIN  | Tierra para el retorno de señal           |
| 8     | StdB_SSRX- | Par diferencial receptor SuperSpeed       |
| 9     | StdB_SSRX+ | Par diferencial receptor SuperSpeed       |
| 10    | DPWR       | Potencia proporcionada por el dispositivo |
| 11    | DGND       | Tierra para el retorno de DPWR            |
| Shell | Shield     | Conector de metal                         |